# きんいろモザイク
『きんいろモザイク』（kin-iro mosaic）は、原悠衣による日本の4コマ漫画作品。芳文社『まんがタイムきららMAX』で2010年2 - 3月号掲載の後、2010年6月号から2020年5月号まで連載された。2020年7月号から2021年5月号まで同誌で連載された特別編『きんいろモザイク Best wishes.』についても本項で扱う。略称は「きんモザ」。

## 概要
イギリスでホームステイを通じて友人となった日英両国の少女達が成長後、日本で再会して繰り広げる物語をコメディタッチで描いた4コマ漫画。
2020年に単行本11巻分をもって本編としての連載を終了した後、本編後の時間軸を描いた特別編『Best wishes.』が単行本1冊分連載され、『Best wishes.』の連載終了をもって完全完結がアナウンスされた。
2012年12月にテレビアニメ化が発表され、2013年に放送された第1期を皮切りに第2期、さらにスペシャルエピソード2本が制作された（詳細は後述）。

## あらすじ
『きんいろモザイク』
イギリス・コッツウォルズでホームステイをしていた大宮忍に、帰国からしばらく経った高校1年生のある日1通のエアメールが届く。差出人はイギリスで出会った少女、アリス・カータレット。なんと今度はアリスが日本に来るという。アリスと忍、クラスメイトの小路綾と猪熊陽子、さらにアリスを追ってイギリスから留学してきたもう1人の金髪少女九条カレンも加わり、5人は金色に輝く日々を過ごしていく。
『きんいろモザイク Best wishes.』
もえぎ高校を卒業し、いつもの面々もそれぞれの道を歩き始めることに。イギリスの大学へ進学する準備のため、アリスの実家での生活を始めた忍とアリスは高校時代のアリスが母に宛てたエアメールを発見する。二人はその手紙を読みながら懐かしの高校時代に思いを馳せるのだった。

## 登場人物
日本人側の主要キャラの名前は京都市内の通りを元にしている。

### 主要人物
大宮 忍（おおみや しのぶ）
声 - 西明日香
血液型：A型 / 誕生日：6月6日 / 星座：ふたご座
身長：155 cm / 県立もえぎ高校クラス：1年B組 → 2年A組 → 3年A組
本作の主人公。あだ名は「しの（シノ）」。中学生の時にアリスの家にホームステイしていた経験があり、また陽子とは小学校から、綾とは中学校からの友人。黒い瞳に黒い髪をおかっぱにした外見で、時々「こけし」に喩えられる。制服はボレロをきちんと着用している。
物事にあまり動じない穏やかな性格だが、時に狙って冗談やあからさまな嘘を言って相手をからかったり、逆に意図せずして周囲に棘のある言動を見せたりすることもある。家族や友人などを問わずに誰に対しても常に丁寧語で接するため、年齢の割に妙に落ち着いて見られることもある。一方、綾の勧めでアリスが金髪を黒く染めると言い出した際には激怒して止めているが、陽子曰くこのように怒るのは珍しいという。
外国に強い憧れを抱いており、海外旅行の番組を数日見ないでいるだけで禁断症状を発症する。その影響か金髪の少女をこよなく愛しており、自身も金髪にしようと考えているほどで、実際に金髪のかつらをつけたこともある。また、持っている私服の多くが非日常的なドレス風の衣装だが、それらをアリスに着せて楽しんでいる。
アリスと仲良くなったことをきっかけに通訳者が将来の夢だと語っているが、実際は英語が苦手なため友人や教師陣からは心配されている。またその他の教科についても成績は良くない。
「かくれんぼの際に気配を完全に消せる」、「ドレスの縫製」、「低速ながら同じペースで2、3時間は走り続けられる」と数多くの特技を持っている。
また、本人曰く携帯電話を所持していないが、お使いへ行くアリスに携帯電話を持たせている描写がある。
プレゼントを選ぶ際のセンスがズレていて、相手の好きなものというよりも自分の好きなものを選んでしまう傾向があり、クリスマスの時にアリスにイギリスで拾った石、17歳の誕生日にイギリスのガイドブックをプレゼントしていた。
高校卒業後、苦手だった英語を克服し渡英。アリスが通う大学への留学を果たした。

アリス・カータレット（Alice Cartelet）
声 - 田中真奈美
血液型：A型 / 誕生日：4月5日 / 星座：おひつじ座
身長：139 cm / 県立もえぎ高校クラス：1年B組 → 2年C組 → 3年A組
以前にイギリスの自宅にホームステイしていた忍を慕って日本にホームステイしている少女。目は青色、髪はストロベリーブロンドでウェーブのかかったツインテール。かつて忍がホームステイ中にプレゼントした簪を常に挿し、制服のブラウスの上からピンク色のカーディガンを着ており、夏服ではこのカーディガンを腰に巻いている。また登場人物の中では非常に小柄で、そのことにコンプレックスを抱いている。
真面目な性格かつ成績も優秀で、イギリス生まれイギリス育ちでありながら日本語の読み書きもでき、ほとんどのテストで高得点を取っている。一方で運動だけは苦手で、体育の授業でも走り終わった後はすぐにヘトヘトになっていた。
日本が大好きで、日本の風習をこよなく愛しており、日本の文化や作法などには日本人である忍や綾よりもむしろ精通している。
人見知りなところがあり、あまり親しくない人から突然声を掛けられたりすると日本語が解らないふりでやり過ごそうとしてしまう。また、忍が大好きであるがゆえに忍の言動に対してはほぼ無条件で賛意を示すが、忍が自らの髪を金髪に染めたいと話した際には正面から「似合わないよ」と言い切ったり、「No! 金髪！」と反対もしていた。
カレンが来日してからは忍の興味が自身より「外国人」らしいカレンに傾きつつあるために彼女と張り合おうとすることもあるが、そのカレンに対しては昔は自分よりも小さかったということもあって度々お姉ちゃんぶることがある。
忍と出会った当初はやたらと積極的に接してくる彼女のことを苦手としていたが、言葉がお互いに通じないにも関わらずコミュニケーションを取ることに成功して一気に打ち解け、日本並びに忍のことが大好きになる。それゆえ2人の仲にはこだわりが大きく、忍が他の女性に親しく接している時や逆に親しく話しかけられている時には強い嫉妬心で攻撃的な姿勢を見せることもある。また、部活動には加入していないが、本人は「シノ部」なる非公認の部活（実質的に忍のファンクラブ）を立ち上げてその部長を務めていると称している。
一方でカレンとの仲も大切に思っており、前述のように忍のことでカレンに嫉妬しながらも彼女に対しても好きであることを告げている。
高校卒業後はイギリスへ帰国し、忍と同じ大学に通っている。

小路 綾（こみち あや）
声 - 種田梨沙
血液型：A型 / 誕生日：9月15日 / 星座：おとめ座
身長：159 cm / 県立もえぎ高校クラス：1年B組 → 2年A組 → 3年A組
忍のクラスメイトで、忍や陽子の中学校からの友人。黒髪（濃い青髪）のツインテールで、制服のブラウスの上から紺色のセーター（夏服時は同じく紺色のベスト）を着ている。
真面目な性格をしており、頭が良く成績優秀ではあるが、音楽や運動が苦手で、音楽の授業が終わった際には落ち込みながら「歌なんて」と何回も呟いていたり、体育の授業に対しては存在自体が無くなってしまえばいいとさえ思っている。また、他の4人に対して模範的な態度を示そうと努めているが、早とちりしがちかつおっちょこちょいな面も多く、スカートの下にタイツを履き忘れたり、言葉を噛んだりすることがある。
かなりの寂しがり屋で、両親が旅行でいない時に忍達に家に泊まりに来るように誘ったり、彼女達が別室で怖い話をしていた際も一人だけでいるのが嫌だと感じて怖い話をしていると分かっていながらもわざわざ輪に入ろうとしていた。反面では泊まりに来る忍達を迎えるために寒い中であるにも関わらずに外でずっと待っているなどの心優しい一面や前述のことをカレンに見抜かれて忍に言われた際には赤面しながら「来るのが遅くて心配してなんかいないんだからね」と発言するなどの友達想いかつ恥ずかしがり屋な一面も見せている。
料理の腕に関して最初は陽子やカレン、アリスから「あまり美味く感じない」と評価されていたものの、以降も練習して徐々に腕をあげており、後に陽子からは「美味しい」と評されるまでに至り、忍がティーパーティーをしたいと言い出した際には忍達にお菓子作りの指導を担当していた。
恋愛もの全般が大好きな乙女な一面があり、ちょっとしたことで赤面することが多く、かつ泣き虫な面もあるが、一方では暴走する癖もあり、追い詰められると明らかに胡散臭い対策でも信じて実行してしまう。また、中学時代に転校を経験しており、忍や陽子によると転校直後は人見知りが激しく、積極的に話しかけてきた陽子の側にずっといたり、服の裾を掴むなど、捨てられた子犬のような状態であったという。だが本人は強く否定している。
陽子に話の流れで「俺の嫁になれ！」と言われて赤面したり、陽子と並んでいるときに同じ状況の夫婦を見てどぎまぎしたり、陽子がイギリスへ移住するということを考えただけで泣いたり、陽子に褒められて赤面したり満面の笑みを浮かべたり、陽子がラブレターに見える手紙をもらったことに動揺したり、美形の陽子が出てくる夢を見たり、陽子とのツーショット写真を貰うためにお金を出そうとしたりする。そのため、忍たち（特にカレン）からはよくからかわれている。
陽子を前にするとツンデレが加速しがちになってしまう。
5人の中では身長は平均的であるが、発育のいい陽子とは違って自身の貧乳と童顔にコンプレックスを感じており、中学生に間違われることもある。
高校卒業後は陽子、カレンと同じ大学へ進学し、陽子とはルームシェアをしている。
同じく『まんがタイムきららMAX』に掲載されている『ご注文はうさぎですか?』のリゼ / 天々座理世とは青みがかったツインテールや共に種田梨沙が声を担当していることなど共通点が多く、同誌創刊10周年記念号となる2014年10月号では並んで表紙を飾ったこともある。

猪熊 陽子（いのくま ようこ）
声 - 内山夕実
血液型：O型 / 誕生日：8月20日 / 星座：しし座
身長：163 cm / 県立もえぎ高校クラス：1年B組 → 2年C組 → 3年A組
忍のクラスメイト。茶に近い赤髪（地毛）のショートヘアと八重歯が特徴。制服はボレロとリボンを省略しており、冬になるとグレーのカーディガンを着用する。また、忍とは小学校から、綾とは中学校からの知り合いとして居続けており、勇からは妹のような存在であると称されている。
身長は5人の中では一番高く、スタイルも良いが、一方では雑な面があり、食欲が旺盛であるためによく早弁をしたりする。
他の4人を始めとしてツッコミを担当することが多く、忍には円グラフに表わすとツッコミが100%と評価されたが、逆に綾に対してはたまに歯に衣着せぬ言い方をすることがある。また、弟である空太と妹である美月がおり、二人の嘘に振りまわされながらも可愛がっている。
高校卒業後は綾、カレンと同じ大学へ進学し、綾とはルームシェアをしている。

九条 カレン（九条 可憐 / くじょう かれん）
声 - 東山奈央
血液型：AB型 / 誕生日：12月1日 / 星座：いて座
身長：150 cm / クラス：県立もえぎ高校1年A組 → 2年A組 → 3年B組
アリスと仲良しである幼馴染で、日本に留学した彼女を追って留学して忍やアリス達と同じ県立もえぎ高校に転校してきた少女。金髪のロングヘアーで、ややツリ目な灰色の瞳を持ち、前髪にはヘアピンをX字にして付けているが、制服のブラウスの上からユニオンジャックの模様のパーカーを羽織っており、夏服時はデザインの異なるノースリーブのパーカーを着用している。
明るく屈託の無い性格で、日本の学校生活にもすぐに順応した。
日本人の父親とイギリス人の母親を持つハーフとして生まれており、また日本での住まいとしてマンションを一棟まるごと借り切っている。
日本に対する常識や考え方がズレている面があり、一人でラーメンを食べに行った際にラーメンを「ホットでお願いします」と注文していた。
高校卒業後は綾、陽子と同じ大学へと進学している。

### 県立もえぎ高校
メインキャラクターが通う高校で男女共学。学校名は劇場版で設定された。
烏丸 さくら（からすま さくら）
声 - 佐藤聡美
血液型：B型 / 誕生日：10月19日 / 星座：てんびん座
身長：160 cm
1年次は1年B組、2年次は2年C組、3年次は3年B組。
英語の教科を担当している女性教師。眼鏡を掛けており、夏の時期を除いて常に高校時代のジャージを着用している。また、基本的に「烏丸先生」と呼ばれているが、陽子からは「からすちゃん」と呼ばれている。
柔らかな物腰で、生徒からの人気が高く、忍からも尊敬されているが、一方ではやや天然な面もあり、時には通訳者になりたいと語る忍を心配しつつも密かに応援するなどの優しさや、彼女が英語のテストで高得点を取った際には真っ先に感動して涙を流すなどの涙もろい一面もある。
忍の憧れの対象であるためにアリスから一方的にライバル視されることがあるが、自身の飼っているウサギには「アリス」と名付けており、溺愛している。
もえぎ高校のOGで忍やアリス達から見ると先輩にあたる。上に兄が2人いる。

久世橋 朱里（くぜはし あかり）
声 - 大西沙織
血液型：O型 / 誕生日：7月24日 / 星座：しし座、身長：165 cm
2年次は2年A組、3年次は3年A組。
家庭科の教科を担当している女性教師。もえぎ高校のOGで、烏丸の二学年下にあたる。猫を飼っている。あまりに生徒が可愛いため、見つめてしまうのだが、真面目で厳しい性格のために威圧感を与えてしまい、生徒に怖がられている。
松原 穂乃花（まつばら ほのか）
声 - 諏訪彩花
誕生日:1月13日: 身長：157 cm（1年次）→綾より少し高い（2年次） / クラス：1年A組→2年A組→3年B組
1年次のカレンのクラスメイト。カレンが転校してきた当初は他の生徒同様カレンと打ち解けずに目があっただけで逃げ出したりしていたが、仲良くなる。ただし出番は少なく名前も不明だった。
2年次ではカレンのほか忍、綾と同じクラスになり忍達5人組と交流するようになるが、普段行動を共にするほど親密ではない。
よくカレンにお菓子などをあげている。金髪少女が好きで忍と金髪トークを繰り広げ、金髪同盟を結成しているが、アリスにはそれほどの関心を示さず、やがて穂乃花自身も「カレンちゃんフェチ」ではないかと考えはじめる。
テニス部に所属しているが、本人いわくテニスはあまり上手ではなく玉乗りが得意らしい。
家はレストランを経営していて、穂乃花も時々手伝っている。
高校卒業後は香奈と同じ大学へと進学している。
日暮 香奈（ひぐらし かな）
声 - 中津真莉
誕生日:5月10日: 身長：163 cm / 1年A組 → 2年A組 → 3年B組
穂乃花の友達で、穂乃花と同じくテニス部に所属。『Pretty Days』では穂乃花と同じ中学に通っている姿が描かれ、『Best wishes.』の人物紹介では「穂乃花の幼馴染」とされている。
2年次までは主に穂乃花と交流している姿のみが描かれていたが、3年次に修学旅行で穂乃花と共にカレンと同じ班になり、それ以降は忍達5人組とも交流するようになる。
本人曰く「個性は普通」で、平穏な日常を過ごすことを願っている。
子供向けアニメ「まじょっ子ぷりずむ」の大ファン。このことは周囲には公にしていなかったが、小学生に変装して着ぐるみショーに行った際にカレンに出会ってしまい、以降は周囲にも知られるようになったが、アニメオタクや魔法少女オタクと指摘されると否定している。一方で魔法少女に憧れを抱いており、カレンの「魔法少女は普通の女の子が選ばれる」という指摘にはちょっと喜んだ。アリスがぷりずむの妹「まじょっ子すぱーくる」に似ていることに気付いてからはアリスに関心を示すようになり、夏休み旅行の「チキチキ勉強サバイバルレース」でアリスとチームを組んだときは自分がすぱーくるの使い魔「ぱっち」になった気分を感じて楽しんだ。また、陽子がぷりずむの仲間「まじょっ子しゃいん」に似ているとして、コスプレを要求したこともある。
高校卒業後は穂乃花と同じ大学へと進学している。

### 親族
両親はアリスの母を除いて素顔は明らかになっていなかったが、単行本5巻目から全員素顔が描かれ始めている。
大宮 勇（おおみや いさみ）
声 - 田村ゆかり
誕生日:2月2日: 身長：170 cm
忍の姉で、ファッションモデル。1年生編では高校生で忍達とは別の高校に通っていたが、2年生編では大学に進学している。仕事では撮られる側ながら、写真を撮ることを趣味としている。

忍の母
声 - 高橋美佳子
忍と勇の母親。かつてイギリスに留学していた経歴を持ち、その際にアリスの母と交友を築いた。英会話を完璧にこなす才女でもある。

グレース・カータレット
声 - 大原さやか
アリスの母親。忍の母とは古くからの友人である。

アリスの父
声 - 松本忍
アリスの父親。

ポピー
カータレット家の愛犬。

カレンの母
声 - 木村亜希子
イギリス人であるカレンの母親。

カレンの父
声 - 竹内良太
日本人であるカレンの父親で、実業家。

亀
九条家のペットである亀。陽子からは「高そうな亀さん」と言われていた。

猪熊 空太（いのくま こうた）
声 - 潘めぐみ
陽子の弟で、美月の双子の兄。妹と一緒にウソをつく事が得意。どちらかと言うとクールな元気っ子と言う相反する面を持つ（妹も同じ）。

猪熊 美月（いのくま みつき）
声 - 村川梨衣
陽子の妹で、空太の双子の妹。兄と一緒にウソをつくので学校では「ウソつきブラザーズ」と呼ばれている。しかし兄同様不器用な面を持ち姉の陽子には言葉を繕いながらも慕っている気がある。

陽子の母
陽子や空太・美月の母親。

綾の母
綾の母親。

日暮 比奈（ひぐらし ひな）
声 - 奥井ゆうこ
香奈の妹で、空太・美月のクラスメイト。

### その他の人物
白川 湊（しらかわ みなと）
声 - 川澄綾子
原作で時々登場する勇の友人。

松木（まつき）
声 - 片貝薫
大宮家の隣に住むおばさん。

## 書籍情報
書籍は全て芳文社よりまんがタイムKRコミックスとして刊行されている。日本国外では、台湾で東立出版社により中国語の翻訳版が2巻まで出版されている、アメリカでエン・プレスにより英語の翻訳版が10巻まで出版されている。

### 単行本
| 巻数 | タイトル                      | 第1刷発行日    | 発売日         | ISBN              | アメリカでの発行日 | ISBN              | 台湾での発行日 | ISBN              |
| ---- | ----------------------------- | -------------- | -------------- | ----------------- | ------------------ | ----------------- | -------------- | ----------------- |
| 1    | きんいろモザイク 1            | 2011年4月10日  | 2011年3月26日  | 978-4-8322-4011-7 | 2016年12月20日     | 978-031-650-146-0 | 2012年12月5日  | 978-986-317-419-6 |
| 2    | きんいろモザイク 2            | 2012年5月11日  | 2012年4月26日  | 978-4-8322-4143-5 | 2017年3月21日      | 978-031-643-353-2 | 2013年12月4日  | 978-986-317-420-2 |
| 3    | きんいろモザイク 3            | 2013年7月12日  | 2013年6月27日  | 978-4-8322-4314-9 | 2017年6月20日      | 978-031-643-354-9 | -              | -                 |
| 4    | きんいろモザイク 4            | 2013年10月12日 | 2013年9月27日  | 978-4-8322-4350-7 | 2017年9月19日      | 978-031-643-356-3 | -              | -                 |
| 5    | きんいろモザイク 5            | 2014年12月12日 | 2014年11月27日 | 978-4-8322-4497-9 | 2017年12月19日     | 978-031-643-357-0 | -              | -                 |
| 6    | きんいろモザイク 6            | 2015年7月12日  | 2015年6月27日  | 978-4-8322-4578-5 | 2018年4月24日      | 978-031-643-358-7 | -              | -                 |
| 7    | きんいろモザイク 7            | 2016年10月12日 | 2016年9月27日  | 978-4-8322-4744-4 | 2018年9月18日      | 978-197-530-177-4 | -              | -                 |
| 8    | きんいろモザイク 8            | 2017年8月11日  | 2017年7月27日  | 978-4-8322-4855-7 | 2019年1月29日      | 978-197-530-236-8 | -              | -                 |
| 9    | きんいろモザイク 9            | 2018年8月10日  | 2018年7月26日  | 978-4-8322-4963-9 | 2019年5月28日      | 978-197-535-673-6 | -              | -                 |
| 10   | きんいろモザイク 10           | 2019年8月9日   | 2019年7月25日  | 978-4-8322-7107-4 | 2020年3月24日      | 978-197-539-946-7 | -              | -                 |
| 11   | きんいろモザイク 11           | 2020年5月12日  | 2020年4月27日  | 978-4-8322-7186-9 | -                  | -                 | -              | -                 |
| 12   | きんいろモザイク Best wishes. | 2021年4月10日  | 2021年3月26日  | 978-4-8322-7267-5 | -                  | -                 | -              | -                 |

- なお1巻カバー表紙2の5人（忍・アリス・カレン・綾・陽子）のイラストは各々5巻までの背表紙にも転用されている。
- 表紙1・表紙2や本編途中に4コマ漫画や1頁カット、もしくは穴埋め1頁おまけ漫画があることがある[注釈 23]。

### 関連書籍
- 『きんいろモザイク アンソロジーコミック』
  1. 2013年8月11日初版発行（7月27日発売[116]）、ISBN 978-4-8322-4331-6
  2. 2015年5月12日初版発行（4月27日発売[116]）、ISBN 978-4-8322-4564-8
- 『きんいろモザイク画集 〜ひみつのきんいろモザイク〜』2013年9月11日初版発行（8月27日発売[116]）、ISBN 978-4-8322-4344-6
- 『モザイクロペディア きんいろモザイク TVアニメ公式ガイドブック』2014年1月10日初版発行（2013年12月26日発売[116]）、ISBN 978-4-8322-4391-0
- 『原悠衣画集“Parade”』2015年6月11日初版発行（5月27日発売）[116]、ISBN 978-4-8322-4575-4
- 『TVアニメ ハロー!!きんいろモザイク 公式ガイドブック "See you next time!"』2015年10月11日初版発行（9月26日発売[116]）、ISBN 978-4-8322-4623-2
- 『きんいろモザイク画集 〜あなたのきんいろモザイク〜』2021年9月4日初版発行（8月20日発売）[116]、ISBN 978-4-8322-7299-6

## アニメ
『きんいろモザイク』が2013年7月から9月にかけて、第2期『ハロー!!きんいろモザイク』が2015年4月から6月にかけて放送された。
2016年11月にはスペシャルエピソード『きんいろモザイク Pretty Days』が劇場上映され、2021年8月には同『きんいろモザイク Thank you!!』が劇場上映されている。

## タイアップ
叡山電鉄
本作のヘッドマークを装着したデオ720形電車が、2013年7月21日より同年秋まで運行された。
テレビアニメ第2作放送を記念し、2015年3月末からラッピング電車に加え、記念きっぷ発売やスタンプラリーなどの企画が実施され、同年4月5日には出演声優2名（西明日香・田中真奈美）が添乗する貸切列車が運転された。
劇場版公開にあわせ、2016年11月12日からデオ720形電車を用いたラッピング電車が運行している。また記念きっぷ第1弾が2017年1月14日、第2弾が同年2月18日に発売されたほか、2月18日には八瀬比叡山口駅にてイベントが行われた。

アニマックスCAFE
東京・秋葉原にあるメイドカフェにて本作とのコラボレーションを2015年3月24日から同年4月26日まで開催。

『きんいろモザイク』と英語レッスン
KADOKAWA/中経出版より2015年4月30日に刊行された英語学習書。ISBN 978-4-04-601107-7。

NHKワールドTV『imagine-nation』
日本放送協会（NHK）による日本国外向け放送「NHKワールドTV」の、サブカルチャー情報番組『imagine-nation』において本作が紹介された。

英国政府観光庁公式ブログ
2015年4月5日に、英国政府観光庁のオフィシャルブログに本作と、舞台となったイギリス・コッツウォルズを紹介する記事が掲載された。

イギリス・コッツウォルズ地方を巡るツアー5日間
CANツアーによるコッツウォルズ地方を巡るパッケージツアー。2015年6月以降開催。また、聖地巡礼スマートフォンアプリ『舞台めぐり』とコラボし、ロンドンでもARキャラ写真も撮影できる。特定スポットではオリジナルボイスも収録されている。

コンドルタクシーグループ
2016年11月1日より、東京都区部および武蔵野市・三鷹市で運行される自社グループのタクシーに8ヶ国語の通訳システムを搭載することをアピールするため、11月12日に公開された映画『きんいろモザイク Pretty Days』の上映と11月25日のBlu-rayボックス発売のPRを兼ねて保有車両の10台にラッピングが施された。

## ゲーム
きんいろモザイクメモリーズ
博報堂DYミュージック&ピクチャーズ、ゲームゲート、Kairos&Coによるスマートフォン向けアプリゲーム。パズルゲーム。2016年12月27日にリリースされ、2018年3月28日にサービスを終了。
きららファンタジア
ドリコムによるスマートフォン向けアプリゲーム。2017年12月11日リリース。
「まんがタイムきららシリーズ」のキャラクターが多数登場し、本作からも複数名のキャラクターが登場。